# خليج نيويورك

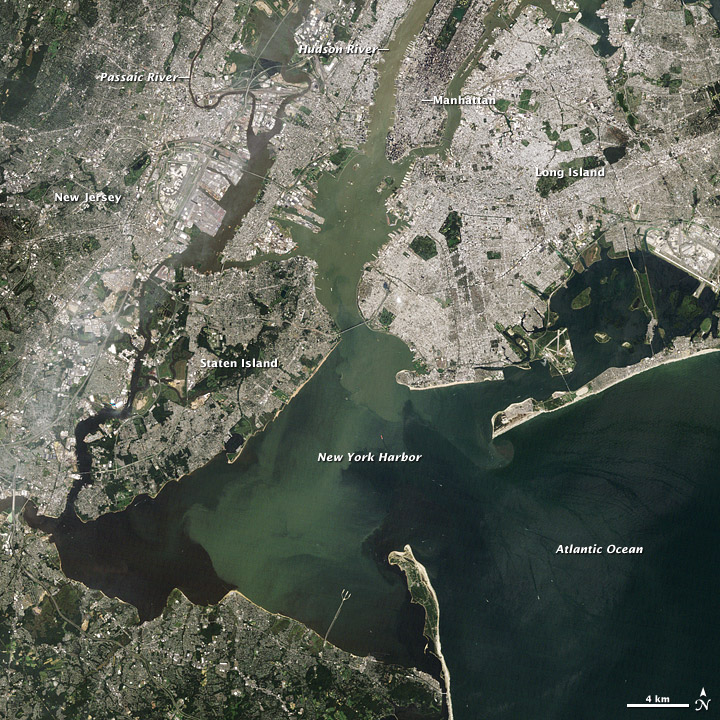

خليج نيويورك هو مصطلح جماعي للمناطق البحرية المحيطة مدخل نهر هدسون إلى المحيط الأطلسي. أكبر اثنين من مكوناته هي العليا خليج نيويورك والسفلى خليج نيويورك، والتي ترتبط بها ويضيق. أول أوروبي لاكتشاف المنطقة وكان جيوفاني دا فيرازانو في 1524.يؤخذ على المدى ميناء نيويورك في بعض الأحيان أن تكون مطابقة لخليج نيويورك.